# Orłowo (powiat wąbrzeski)
Orłowo – kolonia w Polsce położona w województwie kujawsko-pomorskim, w powiecie wąbrzeskim, w gminie Płużnica.
W latach 1975–1998 miejscowość administracyjnie należała do województwa toruńskiego.

## Historia
Pierwsza wzmianka o wsi pochodzi z 1346 roku. W 1899 do Orłowa przyjechał Henryk Sienkiewicz. Mieszkał w neobarokowym pałacu, wzniesionym w latach 1865-1870 dla Ludwika Slaskiego. Budowla była dwukrotnie rozbudowywana – w 1874 roku i 36 lat później. Gdy pałac należał do Slaskich, mieściła się w nim bogata kolekcja dzieł sztuki.
Pod koniec października 1906 r. (dokładne daty nie są znane) w miejscowej szkole elementarnej odbył się strajk dzieci przeciwko nauczaniu religii w języku niemieckim. Z uczestników strajku znane są nazwiska następujących dzieci: Gabryszewski, Kwidziński. Strajk był elementem znacznie większej akcji biernego oporu wobec pruskich władz szkolnych, która na przełomie 1906 i 1907 r. objęła ponad 460 (!) szkół w prowincji Prusy Zachodnie, czyli przedrozbiorowe Pomorze Gdańskie, Powiśle, ziemię chełmińską i ziemię lubawską oraz część Krajny. Inspiracją dla strajków pomorskich były wcześniejsze działania dzieci w prowincji wielkopolskiej, ze słynnym strajkiem we Wrześni (1901) na czele.

## Zabytki
Według rejestru zabytków NID na listę zabytków wpisany jest zespół dworski i folwarczny, 1870-80, 1908, 1972, nr rej.: A/76/1-8 z 3.03.1997:
- dwór (dec. pałac), 1855–1874, nr rej.: A/546 z 11.04.1983
- oficyna, 4 ćw. XIX
- park, XIX
- folwark (teren podwórza gospodarczego i ogrodu), 1870-1880:
  - 2 stodoły
  - obora, 1877
  - chlewnia, 1898
  - spichrz, 4 ćw. XIX
  - stajnia, 1897.

## Urodzeni w Orłowie
- Wacław Ciesielski – polski polityk, dziennikarz, polityk Stronnictwa Narodowego na Pomorzu, ofiara KL Stutthof[6].